# Bent Mejding
Bent Mejding (Vor Frue, 14 gennaio 1937 – Copenaghen, 12 novembre 2024) è stato un attore e regista teatrale danese.

## Biografia
Vinse il Danish Film Academy Award nel 1985 e nel 2007. 
Mejding morì per le complicazioni di una polmonite il 12 novembre 2024, all'età di 87 anni.

## Vita privata
Si sposò due volte ed ebbe due figli: dopo aver divorziato dalla prima moglie, convolò a nuove nozze con l'attrice Susse Wold, con la quale rimase insieme fino alla morte.

## Filmografia

### Cinema
- Reptilicus - regia di Sidney W. Pink (1961)
- Lykkens musikanter - regia di Peer Guldbrandsen (1962)
- Olsen-banden ser rødt - regia di Erik Balling (1976)
- Tro, håb og kærlighed - regia di Bille August (1984)
- Italiano per principianti - regia di Lone Scherfig (2000)
- Non desiderare la donna d' altri - regia di Susanne Bier (2004)
- We Shall Overcome - regia di Niels Arden Oplev (2006)
- Royal Affair - regia di Nikolaj Arcel (2012)

### Televisione
- Monopoly - serie TV (1978-1982)
- Rejseholdet - serie TV (2003)
- The Killing - serie TV (2007)
- 1864 - serie TV (2014)